# Fruit Punch (ゲーム)
『Fruit Punch』（フルーツポンチ）は、2004年にCronusより発売されたアダルトゲームである。

## 概要
アドベンチャーゲームの形式をとるゲーム。ただし選択肢が出る場面はほとんどなく、進行は紙芝居に近い。1エピソード毎にキャラクター選択があり、ここでだけユーザーが介入する。キャラクター選択では、特定の順序でルートが変化する仕掛けがあるが、基本的に同じキャラクターを選び続けないとゲームオーバーになるため、自由度はあまりない。
シナリオは富樫つか沙。過去作品同様、本作も奔放な台詞回しやギャグ、奇抜なネーミングが多用されている。ただし本作では、「ユーザーの声に応えてHシーン中のギャグを極力おさえた」と売り文句に謳われている。
Cronus最後の作品ということもあって、同社の過去作品のキャラクターが多数出演する。

## ストーリー
深夜番組「フルーツポンチ」は、アイドルがコスプレをして各所へ取材に行くという新番組。女優を目指す姫花と蘭も、この番組へ出演する事になった。しかしこの番組には裏の目的があり、実は集められたメンバーは「Hの才能」が基準になっていた。

## 登場人物
池尻 姫花（いけじり ひめか）
グラビアアイドルで、蘭とコンビを組み「パイパンズ」として活動している。明るい性格だが、だまされやすい。
大橋 蘭（おおはし らん）
「パイパンズ」の一人。姫花より1歳年上のしっかり者で、トロい姫花のフォロー役。
二子玉 みのり（にこたま みのり）
姫花の事務所の後輩で、アイドルグループ「チチンパイパイ」のリーダー。ただし他のメンバーは登場しない。語尾に「しゅ」を付ける話し方をする。
用賀 藍（ようが あい）
「フルーツポンチ」のご意見番をつとめるクールな女優。鷺沼の愛人で彼に対してはM、他人に対してはSという二面性を持つ。
田園 美咲（でんえん みさき）
「フルーツポンチ」の進行役に抜擢された「テレビ調教」のアナウンサー。スタイル抜群でT大卒の才女だが、頭の回転は極端に遅い。
高津社長
「パイパンズ」が所属する事務所の社長。
鷺沼プロデューサー
「テレビ調教」の実力者。深夜番組「フルーツポンチ」を仕掛ける黒幕。
セクC（せくしー）
「フルーツポンチ」のスタッフ。ロケディレクター。
亀ちゃん（かめちゃん）
「フルーツポンチ」のスタッフ。カメラマン。
ドピュ之介（どぴゅのすけ）
「フルーツポンチ」のスタッフ。ADのバイト。蘭と同じ高校に通っている。
S○X太郎（えすまるえっくす たろう）
「フルーツポンチ」のスタッフ。ADのバイト。藍を慕う。

### 過去作品からの登場人物
Nursery Song
病院のロケシーンで、看護婦としてそのまま登場。
- 若宮 弥生
- 藤園 綾乃

Caliz
アミューズメントパーク「狩洲（かりす）ワンダーランド」のロケシーンで登場。
- メル
- レオン

快感戦士バスティー
学校のロケシーンで、生徒として登場。それとは別に、みのりがバスティーピンクのコスプレをする。
- 望月 ほのか
- 永峰 さつき

犬っ娘ぷにぷに 〜発情警報発令中〜
美咲がサンタクロースとして訪れる先で登場。
- 汐音
- 朱寧
- 智樹

## スタッフ
- シナリオ - 富樫つか沙
- 原画 - 葵羽鳥、てんまそ
- 音楽 - 八霧翔、如月まさと、橋本鏡也